# Roenis Elías
Pour les articles homonymes, voir Elias.
Roenis Elías Leliebre (né le 1er août 1988 à Guantánamo, Cuba) est un lanceur gaucher des Nationals de Washington de la Ligue majeure de baseball.

## Carrière

### Mariners de Seattle
Roenis Elías fait défection de Cuba vers le Mexique en octobre 2010. Il est découvert par les Mariners de Seattle de la MLB alors qu'il joue au baseball à Monterrey. Mis sous contrat le 3 mai 2011, il fait immédiatement ses débuts professionnels dans les ligues mineures avec un club-école des Mariners.
Elías fait ses débuts avec Seattle au début de la saison 2014 en faisant le saut directement du niveau Double-A des ligues mineures au baseball majeur. Joueur étoile en 2013 avec les Generals de Jackson de la Ligue Southern, il gagne une place dans la rotation de lanceurs partants des Mariners grâce à un très bon camp d'entraînement 2014 et en profitant des blessures aux lanceurs Hisashi Iwakuma et Taijuan Walker. Il joue son premier match le 3 avril 2014 et n'obtient pas de décision après une belle performance d'un point et deux coups sûrs accordés aux A's d'Oakland en 5 manches. Il remporte sa première victoire dans les majeures le 14 avril 2014 lorsque les Mariners triomphent des Rangers du Texas. Il effectue 29 départs et lance 163 manches et deux tiers à sa saison recrue, maintenant une moyenne de points mérités de 3,85 avec 10 victoires et 12 défaites.
Au cours d'une saison partagée entre Seattle et le club-école de Tacoma, Elías effectue 20 départs et ajoute deux présences en relève pour les Mariners en 2015. En 115 manches et un tiers lancées, sa moyenne de points mérités s'élève à 4,14.

### Red Sox de Boston
Le 7 décembre 2015, les Mariners échangent les lanceurs droitiers Roenis Elías et Carson Smith aux Red Sox de Boston contre le lanceur gaucher Wade Miley et le droitier Jonathan Aro.